# Richard Stoltzman
Richard Leslie Stoltzman (* 12. Juli 1942 in Omaha, Nebraska) ist ein US-amerikanischer Klarinettist.

## Leben
Richard Stoltzman wurde in Omaha geboren. Sein Vater arbeitete für die Western Pacific Railroad und zog mit der Familie kurz nach Richards Geburt nach San Francisco, wo Richard aufwuchs. Erste Begegnungen mit der Musik hatte er auch durch seinen Vater, der Big-Band-Musik spielte. Im Alter von acht Jahren begann Stoltzman Klarinette zu spielen und spielte daraufhin gemeinsam mit seinem Vater zuhause sowie in einem Orchester. Sein frühester musikalischer Mentor war Benny Goodman. 1960 machte Stoltzman seinen Abschluss an der Woodward High School in Cincinnati. Daraufhin studierte er an der Ohio State University in Columbus, Ohio Mathematik und Musik und erlangte 1964 seinen Bachelor of Music. Im Anschluss daran studierte er bei Professor Keith Wilson an der Yale School of Music, die Teil der Yale University ist, und machte dort 1967 seinen Master-Abschluss (Master of Music).
Erste Erfolge feierte Stoltzman im Rahmen des Marlboro Music Festival, auf dem er zehn Jahre lang auftrat. Außerdem hatte er Auftritte auf dem Mostly Mozart Festival in New York.
Als Solist trat Stoltzman mit über 100 verschiedenen Sinfonieorchestern (darunter die New Yorker Philharmoniker und das Atlanta Symphony Orchestra), bei verschiedenen Jazzfestivals sowie mit vielen verschiedenen bekannten Musikern wie Mel Tormé, George Shearing, Judy Collins, Woody Herman, Wayne Shorter, Chick Corea und Claude Bolling auf. 1973 gründete er zusammen mit Peter Serkin, Ida Kavafian und Fred Sherry das Kammermusik-Quartett Tashi. Insgesamt veröffentlichte Stoltzman etwa 40 Alben, einige davon mit Tashi. In der Neuvertonung des amerikanischen Dokumentarfilms Nanuk, der Eskimo aus dem Jahr 1976 spielt er die Klarinette. Im August 1993 war Stoltzman Teil der BBC-Fernsehserie Concerto! mit Dirigent Michael Tilson Thomas und dem London Symphony Orchestra. Darüber hinaus spielte Stoltzman mit vielen anderen Kammermusikern zusammen, unter anderem mit Yo-Yo Ma, Richard Goode und Emanuel Ax; gemeinsame Darbietungen wurden später preisgekrönt. Außerdem arbeitete er viele Jahre lang mit dem Komponisten William Thomas McKinley zusammen.
1983 und 1996 wurde Stoltzman jeweils mit dem Grammy Award in der Kategorie „Beste Kammermusik-Darbietung“ ausgezeichnet. Darüber hinaus wurde er in den Jahren 1977, 1984, 1989, 1991, 1994 und 2005 insgesamt sechs weitere Male für einen Grammy nominiert. 1986 wurde er in Anerkennung um seine Verdienste für die klassische Musik als erster Blasmusiker mit dem Avery Fisher Prize ausgezeichnet. 2005 erhielt er die Sanford Medaille der Yale University.
2013 wurde Stoltzman in die American Academy of Arts and Sciences gewählt.
Stoltzman gilt als einer der bekanntesten heutigen Klarinettisten.

## Auszeichnungen
- Grammy Award for Best Chamber Music Performance
  - 1983: für Brahms: Sonaten für Klarinette und Klavier, Op. 120 (zusammen mit Richard Goode)
  - 1996: für Brahms/Beethoven/Mozart: Klarinettentrio (zusammen mit Emanuel Ax und Yo-Yo Ma)
- Avery Fisher Prize
  - 1986
- Sanford Medaille
  - 2005